# Svět počítačů
Svět počítačů byl počítačový časopis. Vycházel jako čtrnáctideník. Mimo jiné obsahoval tipy, triky, testy software a hardware, informace o novinkách a rady pro začátečníky. Vycházel s přiloženým CD-ROM se softwarem. Vydával jej Axel Springel Praha.
Svět počítačů byl českou edicí Computer Bild a vycházel od roku 2003 do roku 2007.

## Rubriky
- Novinky
- Téma
- Software
- Hardware
- Pro začátečníky
- Pro šikovné
- Internet
- Tipy a triky
- Hry
- Komunikace
- Servis

## Historie
První číslo Světa počítačů vyšlo na veletrhu Invex v roce 2003. Původní sestava redakce v době vydání prvního čísla:
- Marcela Titzlová – šéfredaktorka
- Aleš Pivoda – vedoucí vydání
- Marcela Novotná – asistentka redakce

- Jiří Hrdlička – art director
- Jolana Petrlíková – grafička
- Zuzana Hořicová – grafička

Oddělení hardware
- Jaroslav Kasal – vedoucí
- Ivo Čermák – redaktor
- Jan Hammer – redaktor
- Martin Bradáč – redaktor

Oddělení Software
- Ondřej Lavička – vedoucí
- Michal Křivský – redaktor herní rubriky
- Pavel Gregor – redaktor
- Tomáš Komín – redaktor

Na postech šéfredaktora se postupně vystřídali Marcela Titzlová, Ivo Čermák (pověřen vedením redakce), Jan Lodl, Lucie Korejtková, Tomáš Komín (pověřen vedením). Díky solidnímu zázemí a vlastní testovací laboratoři vycházely v časopisu podrobné srovnávací testy hardwaru i softwaru. Díky mateřské redakci v Hamburku se čeští čtenáři setkávali i s nejnovějšími produkty na trhu. K úspěchúm titulu lze započítat pozici druhého nejčtenějšího titulu na trhu. Tuto pozici však časopis opustil a i přes veškerou snahu se ji nepodařilo získat zpět. U příležitosti veletrhu Invex byla každoročně udělována cena ICT Design.